# Khadija Mahecor Diouf
Khadija Mahecor Diouf est une femme politique sénégalaise membre du parti Pastef. Elle est maire de Golf Sud.

## Biographie

### Carrière
Khadija Mahecor Diouf est membre du parti Pastef,,,. Elle fait partie du Cabinet de Ousmane Sonko. Elle est maire de Golf Sud,,.